# Czarnca
Czarnca – wieś w Polsce, położona w województwie świętokrzyskim, w powiecie włoszczowskim, w gminie Włoszczowa
W latach 1954–1972 wieś należała i była siedzibą władz gromady Czarnca. W latach 1975–1998 wieś administracyjnie należała do województwa kieleckiego.

## Części wsi
| SIMC    | Nazwa         | Rodzaj     |
| ------- | ------------- | ---------- |
| 0277670 | Dworskie Pole | część wsi  |
| 0277693 | Handlarka     | przysiółek |
| 0277724 | Mościska      | przysiółek |
| 0277730 | Wymysłów      | przysiółek |
| 0277687 | Zastaw        | część wsi  |

We wsi znajduje się przystanek kolejowy Czarnca.

## Etymologia
Nazwa wsi pochodzi od imienia Czarnek lub Czarnko z sufiksem -ja zamienionym następnie na c pod wpływem mazurzenia lub dysymilacji.

Nazwy miejscowe wsi w dokumentach źródłowych: „Carncza” 1366 (Kodeks Małopolski t.1 s.339), „Czarcza” (!) w roku 1382, „Czarnnecz” 1394, „Czarnecz” 1414 „Czarnyecz” 1424, „Czarncza” 1508, „Czarncza” 1511-23. Z „Czarncy” pisze w roku 1680 Rej, Czarnca w roku 1880 SgKP t.1 s.741

## Historia
Wieś notowana od roku 1366. Zgodnie z zapisem ówczesny dziedzic wsi Budza sprzedaje prawo patronatu w istniejącym już kościele parafialnym w Czarncy Dobowi z Dobowa (Kodeks Małopolski t.1 s.339). Kolejnymi właścicielami Czarncy byli w 1420 roku Mikołaj de Czarnca herbu Łodzia, w 1508 roku Jakub Czarniecki, a w 1540 roku Hieronim Czarniecki. Ostatnim właścicielem Czarncy z rodu Czarnieckich był Stefan – hetman polny koronny – szósty z kolei syn Krzysztofa i Krystyny Czarnieckich. Czarnca to miejsce urodzenia i pochówku hetmana Stefana Czarnieckiego.
Historia miejscowości związana jest jednak nie tylko z rodem Czarnieckich, ale i z braćmi polskimi. Józef Szymański w pracy „Szlakiem Braci Polskich” wspominał, że dziad hetmana Stefana Czarnieckiego był członkiem wspólnoty braci polskich.
Podczas powstania styczniowego dnia 24 września 1863 roku pod miejscowością miała miejsce nierozstrzygnięta bitwa pod Czarncą stoczona pomiędzy powstańcami mjr. Zygmunta Chmieleńskiego a siłami Imperium Rosyjskiego.
22 kwietnia 2007 r. odbyła się uroczystość poświęcenia odnowionego sarkofagu – grobowca Hetmana Czarnieckiego, którego dokonał ks. Jan Zalewski, proboszcz kościoła Sct. Marie z miasta Haderslev w Danii. Miasto to było główną kwaterą wojsk polskich, dowodzonych przez przyszłego hetmana polnego koronnego Stefana Czarnieckiego w czasie interwencji Polski na rzecz Danii, w jej wojnie ze Szwedami w 1658 r.

## Zabytki
- Kościół Najświętszej Maryi Panny i św. Floriana, wczesnobarokowy, ufundowany przez Stefana Czarnieckiego; wzniesiony w latach 1640–1659; w podziemiach świątyni znajduje się krypta grobowa rodu Czarnieckich z grobem hetmana.
- Dzwonnica z XVIII wieku, usytuowana obok kościoła.
- Arboretum urządzone w 1963 roku na terenie dawnego parku dworskiego.

## Osoby związane z Czarncą
- Stefan Czarniecki (ok. 1599–1665) – hetman polny koronny